# Ashley Bellová
Ashley Bellová (* 26. května 1986 Santa Monica, Kalifornie) je americká herečka, nejvíce známa pro své role ve filmech Poslední vymítání ďábla a The Day.

## Osobní život
Bellová se narodila v Santa Monice v Kalifornii matce Victorii Carrollové, herečce, a otci Michaelovi Bellovi, herci.
Navštěvovala střední uměleckou školu v New Yorku a dokončila ji v roce 2007 s bakalářským uměleckým titulem.

## Filmografie
| Rok  | Název                          | Role               | Poznámka                                                       |
| ---- | ------------------------------ | ------------------ | -------------------------------------------------------------- |
| 2003 | Bostonská střední              | Colleen            | Epizoda: "Kapitola 23"                                         |
| 2007 | Kriminálka Las Vegas           | Lanie              | Epizoda: "Goodbye and Good Luck"                               |
| 2009 | Tara a její svět               | Tonya              | 4 epizody                                                      |
| 2009 | Na odstřel                     | pouze hlas         |                                                                |
| 2009 | Tak se měj                     | studentka          |                                                                |
| 2010 | Magic                          | pouze hlas         |                                                                |
| 2010 | Poslední vymítání ďábla        | Nell Sweetzerová   | Nominace—Filmová cena MTV za Nejvíce strašidelný herecký výkon |
| 2011 | Svět po zániku                 | Mary               |                                                                |
| 2011 | Truth About Angels             | rudovláska         |                                                                |
| 2011 | Initiation                     |                    | Krátký film                                                    |
| 2013 | Chasing Shakespeare            | Molly              |                                                                |
| 2013 | Sparks                         | slečna Heavenlyová |                                                                |
| 2013 | Poslední vymítání ďábla 2      | Nell Sweetzerová   |                                                                |
| 2013 | Voják 3: Na domáci frontě      | Lilly              |                                                                |
| 2013 | The Bounceback                 | Cathy              |                                                                |
| 2014 | The Walking Dead: The Oath     | Karina             | Internetový seriál                                             |
| 2015 | There Is a New World Somewhere | Sam                |                                                                |
| 2015 | Carnage Park                   | Vivian Fontaine    |                                                                |
| 2016 | Don't Wake Mommy               | Molly              | Televizní film                                                 |

| Rok  | Název               | Role             | Poznámka |
| ---- | ------------------- | ---------------- | -------- |
| 2005 | Kingdom of Paradise | Lu Yan           |          |
| 2010 | Alenka v říši divů  | Srdcová královna |          |
| 2012 | Sorcery             | Erline           |          |